# Chavín de Huántar
Chavín de Huántar je bio pretkolumbovski grad u Peruu u kojemu se nalaze ostaci nekoliko južnoameričkih kultura, od 1500. pr. Kr., pa sve do oko 500. – 300. pr. Kr. kada je u njemu cvala Chavín kultura. Ovaj, danas tek arheološki lokalitet, nalazi se između gorja Cordillera Blanca i doline Conchucos, u peruanskoj pokrajini Ancash, oko 250 km sjeverno od grada Lime i na visini od 3.180 m. 
Glavni grad chavinske civilizacije izgrađen je na prirodnom prometnom raskrižju. Smješten je na rijeci Mosni (pritoku rijeke Marañón) od koje kreću dva puta prema planinama. Položaj grada bio je pogodan za trgovanje namirnicama kao što je čili i sol što su u grad stizale planinskim putovima. Stanovnici Chavín de Huántara izgradili su u središtu svoga grada kameni hram, poznat kao Castillo. On je bio složena kamena struktura s labirintskim prolazima od kojih su neki vjerojatno bili kanali namijenjeni odvodnji vode iz hrama. Bočne prostorije mora da su bile ostave za žrtve i vjersku opremu. Od tada je Chavín de Huántar služio kao prvo južnoameričko svetište, mjesto vjerskih obreda i hodočašća mnogih naroda iz okolnih područja, zbog čega je postao i mjesto interakcije mnogih kultura.
Zbog svojih jedinstvenih ukrasa i urbanizacije, Chavín de Huántar je upisan na UNESCO-ov popis mjesta svjetske baštine u Americi 1985. godine Ovom području tradicionalno prijete i česti potresi, ali i pljačkaši.

## Povijest
Narod Chavín je stvorio velike hramove, fine tkanine i vjersku umjetnost osebujnog stila. Oni su bili i prvi narod koji je ujedinio ravničarsko priobalno područje Perua s visokim planinskim Andama u zaleđu. Time su pripremili put ostalim peruanskim civilizacijama, kao što su Inke. 
Oko 500. – 300. pr. Kr. civilizacija Chavin propada i velika vjerska središta zamjenjuju sela i poljoprivredna područja. U Chavín de Huántaru je na mjestu središnjeg kružnog trga nastalo maleno selo koje su naselile druge kulture, primjerice Chimú, a u okolici su se razvile druge regionalne kulture kao što su Salinar Maranga i Nazca. Chavín de Huántar je korišten kao naselje sve do 1940-ih, a narodi koji su tu živjeli su koristili njegovo kamenje i ukrase za svoje skromne građevine.
Chavín de Huántar su redovito posjećivali putnici u 19. stoljeću, a od 1919. iskapanja grada je otpočeo peruvijski arheolog Julio C. Tello. Njegovi nalazi su doveli do svjetske slave drevnog grada. Katastrofalno klizište je 1945. godine zatrpalo brojne spomenike u gradu, a oštećen je i u potresu 1970. godine.

## Odlike
Kompleks Chavína je vrlo jasan i sastoji se od niza terasa i trgova od povezanog kamenja u kojima prevladava svečana i kulturna priroda cijelog grada. Odlikuje se jedinstvenom arhitekturom hrama Lanzon i piramide Tello, koje su i izgrađene na složenoj mreži galerija i kiparskih ukrasa velikih megalita kao što su granitni megalit Lanzon (viši od 4 m) visine, Raimondi stela (2 m visok blok diorita), Tello obelisk, itd.
Bareljefne skulpture na pločama, nadvoje i stupce karakteriziraju zoomorfni likovi (jaguari, zmije, kondori, kajmani i dr.) na koje su tu i tamo dodana ljudska lica. 
Poznati cabezas claves, vrsta kružnih reljefnih vijenaca na zidinama (od kojih jedna još uvijek postoji na južnom zidu hrama Castillo) su jedne od najvažnijih i najljepših djela monumentalne umjetnosti kulture Chavín. Jedina preživjela, zvana El Lanzón ili  "nasmiješeni bog", predstavlja vjerojatno glavnog boga "Starog hrama". Bila je to ljudska figura s mačjim zubima što upućuje na to da je bio polučovjek i polujaguar, poput mnogih starih bogova u Južnoj i Srednjoj Americi. Iznad kipa je bila rupa kroz koju je mogla govoriti skrivena osoba, ostavljajući utisak da govori sam bog.
- Trg Août
- El Castillo
- Hodnici hrama
- Lanzon stela
- Detalj reljefnih ukrasa Raimondi stele

## Vanjske poveznice
- Chavín de Huántar na stranicama Sveučilišta Stanford, SAD (engl.)
- Chavín de Huántar Digital Media Archive (engl.)